# Vasile Stan
Vasile Stan (n. 3 noiembrie 1935) este un fost deputat român în legislatura 1992-1996, ales în județul Argeș pe listele partidului PDSR.
Vasile Stan a fost validat ca deputat pe data de 23 februarie 1993 când l-a înlocuit pe deputatul Vasile Nițu. Vasile Stan a fost deputat în legislatura 1996-2000, pe listele PDSR și a fost membru în grupurile parlamentare de prietenie cu Republica Arabă Egipt și Federația Rusă. Conform biografiei sale oficiale, Vasile Stan a studiat la Sankt Petersburg și a fost membru PCR.